# 马氏滑跖蟾
马氏滑跖蟾（学名：Leiopelma markhami），是滑跖蟾属的一个种，是新西兰三种已灭绝青蛙物种之一，另外两个是极光滑跖蟾和怀托摩滑跖蟾。用于描述该物种的亚化石是在新西兰南岛的蜂窝山洞穴中发现的，但它曾经存在于南岛和北岛。据估计，它从鼻子到排气口的长度在50到60毫米之间，它似乎是一种非常强壮的动物。